# Спенсер (Південна Дакота)
Спенсер (англ. Spencer) — місто (англ. city) в США, в окрузі Маккук штату Південна Дакота. Населення — 136 осіб (2020).

## Географія
Спенсер розташований за координатами 43°43′39″ пн. ш. 97°35′28″ зх. д. / 43.72750° пн. ш. 97.59111° зх. д. (43.727466, -97.591110).  За даними Бюро перепису населення США в 2010 році місто мало площу 0,69 км², уся площа — суходіл.

## Демографія
Згідно з переписом 2010 року, у місті мешкали 154 особи в 60 домогосподарствах у складі 47 родин. Густота населення становила 222 особи/км².  Було 77 помешкань (111/км²).
Расовий склад населення:
| - 96,8 % — білих - 0,6 % — чорних або афроамериканців |

До двох чи більше рас належало 2,6 %. Частка іспаномовних становила 2,6 % від усіх жителів.
За віковим діапазоном населення розподілялося таким чином: 29,9 % — особи молодші 18 років, 46,1 % — особи у віці 18—64 років, 24,0 % — особи у віці 65 років та старші. Медіана віку мешканця становила 42,7 року. На 100 осіб жіночої статі у місті припадало 92,5 чоловіків;  на 100 жінок у віці від 18 років та старших — 92,9 чоловіків також старших 18 років.
Середній дохід на одне домашнє господарство  становив 39 485 доларів США (медіана — 37 500), а середній дохід на одну сім'ю — 48 124 долари (медіана — 44 167). За межею бідності перебувало 27,4 % осіб, у тому числі 41,9 % дітей у віці до 18 років та 11,1 % осіб у віці 65 років та старших.
Цивільне працевлаштоване населення становило 45 осіб. Основні галузі зайнятості: освіта, охорона здоров'я та соціальна допомога — 24,4 %, сільське господарство, лісництво, риболовля — 24,4 %, роздрібна торгівля — 8,9 %, публічна адміністрація — 8,9 %.